# 国立健康危機管理研究機構
国立健康危機管理研究機構（こくりつけんこうききかんりけんきゅうきこう、英語: Japan Institute for Health Security）は、厚生労働省が所管する日本の特殊法人。
日本政府に科学的知見を提供する専門家組織として、感染症等の情報分析・研究・危機対応、人材育成、国際協力、医療の提供等を一体的・包括的に行うことを目的とし、2025年4月1日に国立感染症研究所と国立国際医療研究センターを統合し発足した。

## 概要
2020年の新型コロナウイルス感染症のパンデミックを契機として、国の機関であった国立感染症研究所と国立研究開発法人であった国立国際医療研究センターを統合する形で創設された。創設のための法案と同時期に成立した法律により、2023年9月に内閣官房に内閣感染症危機管理統括庁も創設されている。
創設のための法案が国会で審議された際に、岸田文雄総理大臣は本機構を「日本版CDC」と呼称した。
創設後は、祖父江元が部会長を務める厚生労働省国立研究開発法人審議会高度専門医療研究評価部会で業務評価を定期的に受ける。
初代理事長には消化器外科学で名高い国立国際医療研究センターの國土典宏理事長が、初代副理事長にはC型肝炎の研究で名高い国立感染症研究所の脇田隆字所長が就任した。

## 幹部名簿
2025年4月1日現在
| 理事長              | 理事長                           | 國土典宏   |
| 副理事長            | 副理事長                         | 脇田隆字   |
| 理事                | 危機管理・総合調整担当           | 武井貞治   |
| 理事                | 研究連携推進担当                 | 四柳宏     |
| 理事                | 臨床担当                         | 宮嵜英世   |
| 理事                | 人材育成、国際協力、看護教育担当 | 俣野哲朗   |
| 理事                | DX推進担当                       | （未定）   |
| 外部理事 （非常勤） | 外部理事 （非常勤）              | 詫摩佳代   |
| 外部理事 （非常勤） | 外部理事 （非常勤）              | 奈良由美子 |
| 外部理事 （非常勤） | 外部理事 （非常勤）              | 平井伸治   |
| 外部理事 （非常勤） | 外部理事 （非常勤）              | 村山利栄   |
| 監事 （非常勤）     | 監事 （非常勤）                  | 白羽龍三   |
| 監事 （非常勤）     | 監事 （非常勤）                  | 中崎尚     |

## 創設の経緯
- 2020年（令和2年）
  - 1月 - 新型コロナウイルス感染症のパンデミックが発生
  - 9月4日 - 自由民主党の「感染症対策ガバナンス小委員会」において、元厚生労働大臣塩崎恭久の意向[4]を踏まえた「感染症対策ガバナンス小委員会提言」[5]が了承。この提言に国立感染症研究所と国立国際医療研究センターを統合して健康危機管理機構を創設することが盛り込まれる
- 2021年（令和3年）10月4日 - 加藤の乱において塩崎恭久と行動を共にした岸田文雄が総理大臣に就任
- 2022年（令和4年）
  - 6月15日 - 岸田文雄の高校の同窓生である循環器内科医永井良三が座長を務める新型コロナウイルス感染症対応に関する有識者会議が報告書[6]を発表
  - 6月17日 - 岸田文雄は総理大臣官邸で新型コロナウイルス対策本部を開き、永井良三の報告書を踏まえて国立感染症研究所と国立国際医療研究センターを統合し、アメリカのCDC（疾病対策センター）の日本版を創設することを決定[7][8]
- 2023年（令和5年）
  - 3月7日 - 厚生労働省が創設に係る2つの法案（国立健康危機管理研究機構法案および国立健康危機管理研究機構法の施行に伴う関係法律の整備に関する法律案）を提出[9]
  - 5月10日 - 法案の衆議院厚生労働委員会での審議開始[10]
  - 5月12日 - 法案の衆議院厚生労働委員会での審議[11]
  - 5月17日 - 法案の衆議院厚生労働委員会での審議、可決[12]
  - 5月18日 - 法案の衆議院本会議での可決
  - 5月25日 - 法案の参議院厚生労働委員会での審議開始[13]
  - 5月30日 - 法案の参議院厚生労働委員会での審議、可決[14]
  - 5月31日 - 法案の参議院本会議での可決。法案成立
- 2025年（令和7年）4月1日 - 国立健康危機管理研究機構発足

## 事業部門
2025年4月1日現在

### 研究部門
- 国立感染症研究所
- 国立国際医療研究所
- 臨床研究センター

### 臨床部門
- 国立国際医療センター（旧：国立国際医療研究センター病院）
- 国立国府台医療センター（旧：国立国際医療研究センター国府台病院）

### 国際協力・人材育成部門
- 国際医療協力局
- 国立看護大学校

## 創設時に期待されたこと
国立感染症研究所の脇田隆字所長が2023年の毎日新聞の取材で述べた期待されるメリットは次のようなものである。
- 初期の感染症対策に重要な疫学情報や検体の迅速な収集が可能になる
- 基礎的な研究開発のシーズを治療法などの臨床研究につなげ、開発を加速できる
- 研究者が複数の機関とそれぞれ雇用契約を結ぶクロスアポイントメントが可能になれば、大学や企業との連携のハードルが下がり、人材育成や研究の幅も広がり、ベンチャーの立ち上げも可能になる

国立国際医療研究センターの理事長であり、機構の初代理事長となる國土典宏が2023年のm3.comの取材で述べた期待されるメリットは次のようなものである。
- 国立国際医療研究センターの病院やラボが全国ネットワークからの感染情報等に直接かつ迅速にアクセスできるようになる
- 内閣官房の内閣感染症危機管理庁から情報が直に入ってくる

新型コロナウイルス感染症に対するmRNAワクチンが成功した経緯における最大の出発点であるカリコーらのノーベル賞論文の査読者であった東京大学の石井健が2023年の毎日新聞の取材で述べた期待は次のようなものである。
- ファースト・フュー・ハンドレッド（FF100）[21]を詳細に解析し、迅速に診断治療や公衆衛生対策に生かすこと
- 人材育成に投資することで臨床試験や薬剤開発ができるようにすること
- 国立感染症研究所の持っていた機能と国立国際医療研究センターの持っていた機能が相乗効果を起こすこと
- 事の本質を見据え、次のパンデミックで同じ轍を踏まないように準備すること

## 創設時の問題点

### 理念と名称の問題
創設の論拠が不明
創設の論拠となっている永井良三の報告書について、東京大学名誉教授の山田章雄は、第71回厚生科学審議会感染症部会で次のように述べた。
私はこの有識者会議（註：新型コロナウイルス感染症対応に関する有識者会議のこと）の報告を読ませていただいたところ、確かにいろいろな問題があったことは事実ですけれども、その中で特に感染研（註：国立感染症研究所のこと）だとかNCGM（註：国立国際医療研究センターのこと）が今回の対応で問題があったという指摘は読み取れていません。にもかかわらず、司令塔組織が必要だというところは全くそのとおりだと思うのですけれども、そこの部分が拡大解釈されて、次の2つ目の対応案か何かの中に突如として感染研とNCGMをCDC化するというのが出てくるので、私は個人的には違和感を覚えています。
というのは、何かやるときには振り返って、ここに問題があって、これを解決するためにはこういうことをすればいいのだ、そういう線上で出てこなければいけないのに、感染研、NCGMの統合というのはそういう線上で出てきているようには私には思えません。かといって反対するわけではなくて、以前からCDC化が必要だというのは私自身も思っていました。ただ、そのときに足かせになるのは、感染研のFDA機能（註：アメリカ食品医薬品局の機能のこと）とNIH機能（註：アメリカ国立衛生研究所の機能のこと）と言われるものをどのようにするのか、そこをきちんと考えておかないと混乱を生ずると思っています。
一方、CDCに関しては、先ほど調委員からも御指摘がありましたように、年間1兆5000億円の予算並びに1万1000人の職員を抱えた巨大組織であるにもかかわらず、今回のコロナ対応では大失敗をして、国民から物すごい勢いで突き上げられて、ワレンスキー所長が職員にeメールを送って、今後改革をしていくというお話であると理解しています。したがって、どんなに大きな立派な組織であっても必ずしも危機対応がうまくいかない。だから、組織の中で何をするか、どういう組織にしていくかを常に考えながらやっていかなければいけないのだと思っています。
そのワレンスキー所長は、議会に対して1兆5000億円という年間予算をもらっているそうですけれども、今回自由に使える予算を確保するように議会に申し出るという報道も出ています。ということは、CDCですら自由な活動が例えばこういうエマージェンシーのときにできなかったのだということを如実に語っていると思います。したがって、組織だけをCDCをまねてつくっても全くそれによって今後の感染症対策が担保されるわけではなくて、こういうときにどさくさに紛れて組織をいじろうとするよりは、基本的に何が必要なのか、何が足りないのかをじっくり考えて、そのために必要なことをやっていけばよいと。
新型コロナウイルス感染症の疫学対応を担った東北大学教授の押谷仁は、以下のように発言した。
英国も公衆衛生や危機管理の機能を分離して強化してきた。今、感染研に求められているのは医療研究センターとの統合ではなく、CDC機能の強化でしょう
中央大学教授の野村修也は、以下のように発言した。
宣言の出し方や内容など政府対応の問題に踏み込まず、今後の制度改正にお墨付きを与えただけ。極めて不十分で検証とは呼べない
参議院議員の倉林明子は、2010年の新型インフルエンザの対応について行われたような丁寧な検証が新型コロナウイルス感染症対応に関する有識者会議ではほとんど出来ていないと国会で述べた。
新型コロナウイルス感染症対策分科会長の尾身茂は、著書『1100日間の葛藤 新型コロナ・パンデミック、専門家たちの記録』において、報告書には事実と異なる部分があることを指摘した。
一方、永井良三は、2023年2月3日の日本公衆衛生協会の講演において、「有識者会議、えらくメディアから評判が悪く」「メディアの勉強不足なんだろう」「お前たち何も分かっていない」「一時間も議論すれば分かるわけです」「あのくらいで良かったんじゃないかと今でも思っております」と主張している。
医薬品の品質管理についての誤った認識に基づいて創設されている
国立感染症研究所はワクチンなどの生物学的製剤についての国家検定を行政機関として所管している。すなわちアメリカのFDAに相当する機能を担っている。塩崎恭久は、「さして先端技術等が求められることもない検定」という理解を根拠として、合併に伴い国家検定の所掌を国立感染症研究所からPMDAという実験室を持たない官僚組織へ移管することを、厚生労働省の猛反発を受けながらも2020年9月の自民党の提言に盛り込んだ。自民党の提言にも「必ずしも世界最先端の知見を必要としない国家検定」という表現が含まれている。しかしながら、薬害エイズ事件は薬事行政が最新の学術動向を踏まえきれなかったことにより起きた事件であり、厚生労働省の担当課長はそのことで業務上過失致死罪の刑事罰すら受けている。また、自民党が提言を出した数ヶ月後に初めて実用化した新型コロナウイルスワクチンが全く新規のモダリティのものであったことは、検定や審査制度の整備に先端技術の理解や予測が重要であることを示している。すなわち、医薬品の検定についての自民党の認識は完全なる間違いである。2023年5月の国会では、国家検定をPMDAへ移管することの危険性について多くの国会議員が質問した。
通称の「CDC」は合併により生み出されるものと無関係
本家CDCであるアメリカのCDCは、国立国際医療研究センターのような病院機能を持っていない。岸田文雄総理大臣は「日本版CDCを創設することにより、基礎から臨床までの一体的な研究基盤」と国会で述べたが、そもそもアメリカのCDCには基礎から臨床までの一体的な研究基盤が存在しない。衆議院議員仁木博文は、国立健康危機管理研究機構を「岸田版CDC」と表現した。また、参議院議員川田龍平は、米国CDCとは比較するのも申し訳ないほど小さな組織であり、機能も実態も異なるものなので、CDCと呼称することをやめるよう国会で主張した。
感染症対策を目的としなくなる可能性がある
「国立健康危機管理研究機構」という名称には「感染」という言葉は含まれていない。全国知事会の伊藤賢一は第71回厚生科学審議会感染症部会において「もう少し感染症というものを前面に押し出した組織のお名前にしていただいていいのではないかと個人的には考えています」と述べたが、その意見は取り入れられなかった。 浅沼一成厚生労働省審議官は、将来的に感染症以外の業務を対象にしていく可能性について、「将来どのようになっていくかというのは、またその時々で御議論をまたなければ」と2023年5月10日の衆議院厚生労働委員会において答弁し、否定はしなかった。創設法案が衆参両院で可決した2023年5月31日には、東尚弘東京大学教授が「国民の脅威になるのは感染症だけではない。感染症以外の病気も調査し、健康上の課題を見渡すような機能も持たせてほしい」と早速主張した。m3.comによると、国立国際医療研究センターの國土典宏理事長自身も「国立健康危機管理研究機構という名称には、感染症という言葉は入っていないことにも注目していただきたい……感染症にとどまらず、幅広い健康危機への対応体制を強化できればと思っています」とインタビューで発言している。

### 組織の問題
通常の指揮命令系統や情報伝達機構が制度設計の時点で崩壊している
岸田文雄は国立健康危機管理研究機構の創設と同時に内閣官房に内閣感染症危機管理統括庁を感染症対策の司令塔として創設することも決定した。国立健康危機管理研究機構は厚生労働省に所管されるはずのものだが、この内閣官房の内閣感染症危機管理統括庁は国立健康危機管理研究機構に科学的知見を提供させることができると法的に定められた。すなわち、国立健康危機管理研究機構には事実上2つの上部機関が存在する。つまり、制度設計の時点で国立健康危機管理研究機構が内閣官房と厚生労働省の板挟みになっており、通常の指揮命令系統や情報伝達機構が感染症対策について存在し得なくなっている。参議院議員の天畠大輔は「一機の飛行機に二つの異なる操縦桿が付いているようなものであり、墜落するのは確実」と国会で述べた。
科学的知見と政策との距離が遠くなる
国立感染症研究所は国の組織であり、厚生労働省の一部であった。国立健康危機管理研究機構の創設によって国立感染症研究所の専門家は厚生労働省と別組織に属することになり、距離は遠くなる。また、米国CDCとは異なり、国立健康危機管理研究機構には政策の立案権限は与えられていない。加藤勝信厚生労働大臣は、政府が国立健康危機管理研究機構の見解とは離れた政策を決定した場合においても、「（国立健康危機管理研究機構から）異論が出てくるということはない」と2023年5月10日の国会で述べている。

### 人事の問題
ほとんどの構成員は感染症を専門としていない
ほとんどの構成員が属していた国立国際医療研究センターは、基本的には全疾患を対象にする総合病院であり、感染症のみを対象とした機関では全くない。国立国際医療研究センターが今後も「総合病院として進化し続け」ると宣言するプレスリリースを2023年6月1日に出していることから、国立国際医療研究センターの総合病院としての機能は維持されると思われる。すなわち、国立健康危機管理研究機構の構成員のほとんどは感染症を専門としていないことになる。
構成員の地位や使命感やモチベーションは低下する
特殊法人化により国立感染症研究所の所員は公務員の立場を失うことから、国内的にも国際的にも地位は低下する。給与等の待遇が改善されでもしない限り、構成員の使命感や資質といったものは少なくとも長期的には低下する。長崎大学特区長の森田公一は、第71回厚生科学審議会感染症部会において「これまでは感染研の職員は国家公務員であったので、いろいろなベネフィットがあったわけですけれども、これらの海外での活動が不利益を被らないような方策も考えておいていただきたい」と述べた。
国立国際医療研究センターの構成員は公務員ではなかったが、感染症以外の分野で研鑽を積んできたほとんどの構成員にとっては、肩書きに感染症対策を使命とするようなものが突然加わることになる。参議院議員川田龍平は、国立国際医療研究センターにとって合併は寝耳に水の話であり、病院長すら事前に聞いていなかったことを2023年5月25日の参議院で明らかにしている。衆議院議員松本尚は、国立国際医療研究センターは「常時感染症の専門病院となるべき」とする意見があることを国会で述べている。

### 予算の問題
予算は減少し、国際的なランキングは下落すると見込まれる
2000年頃の大学改革によって国から離れた国立大学が予算の削減により国際ランキングをほぼ例外なく大幅に下げていることから、同様に国から離れ予算が減っていくであろう国立健康危機管理研究機構の国際的な相対的地位は今後ほぼ確実に下がる。国立感染症研究所は2023年においても研究費の97%は競争的研究費であって基盤的研究費は皆無であり、電気代が払えないため冷凍庫の電源を切ることすらあるとされる。

### 実効性の問題
2020年に出来たことが今後は出来なくなる可能性がある
2020年の新型コロナウイルスのパンデミックにおいて、日本は高齢化が進んでいるにもかかわらず諸外国と比べると対応に比較的成功したと言われている。日本のコロナ対応の経過は、パンデミック初期における志村けんの死亡の衝撃、保健所の奮闘、メディアの頑張り、菅義偉前総理大臣のワクチン推進等の影響を受けているため、その原因を国立感染症研究所や国立国際医療研究センターだけに帰するべきでは全くないが、国立感染症研究所が、
- 世界的に見ても早い時期に検査マニュアルを整備して全国展開したこと【迅速性】
- 少人数の疫学体制にもかかわらず、押谷仁や西浦博、古瀬祐気あるいは新宿区歌舞伎町関係者などと共に、世界的に見ても比較的早い時期に有効な疫学的知見を見つけ続けたこと【迅速性】
- 前例のない速さで開発された新しいモダリティのワクチンについて検定体制を整えていたこと【迅速性】

および、国立国際医療研究センターが、
- 幅広い事態に臨機応変に対応できる総合病院であったこと【事前準備】
- 予めECMOを本格的に導入していたこと【事前準備】
- 感染症について全国的な発信を以前から積極的に行っていた医師を有していたこと【事前準備】

は、日本の対応において重要な意味を持っている。
大きな機構に統合されることにより諸権限が奪われ情報発信量等が極端に低下した法人は各省庁に数多く存在することから、国立健康危機管理研究機構の内部が同じ経過をたどり、非自立的な機能不全状態に陥る可能性はある。仮に機能不全の状態にまでならなかったとしても、2020年に日本が実現できた、ヒト-ヒト感染の存在すら定かではなくパンデミックになるかどうかも不明だったごく初期の時期の三連休の初日の土曜日にマニアックなサイトで紹介された配列情報をもとに準備を開始し、三連休明け初日の火曜日に実検体の陽性検出に成功し、それから1週間程度で検査態勢を全国に高速展開したようなことは、上部組織の内閣官房と厚生労働省および天下り理事会の全ての承諾や連絡を現場の担当者が待たなければならないような組織になった場合、明らかに不可能である。新しいパンデミックでは過去と全く同じ対応は決して行われないが、迅速性の必要がなくなることはないため、これは大きな問題である。意思決定のプレイヤーが多くなることのデメリットを補うような何らかの工夫が行われる兆候はまだない。
仮にパンデミック時に国立健康危機管理研究機構の機能不全を補うため専門家会議のような新しい組織を急ぎ作っても、それが上手くいく保証はない。2020年の専門家会議には、クメール・ルージュやかつての中国共産党と交渉しアジア西太平洋地域でのポリオ撲滅を達成した尾身茂や、Ｃ型肝炎ウイルスの培養系を確立することでＣ型肝炎を治癒可能な病気にした立役者である脇田隆字のような世界的に見ても仰ぎ見られるような人材がいたが、次のパンデミックにおいてそのような人材が日本に存在する可能性は高くはない。
つまり、次のパンデミックでは、国立健康危機管理研究機構が機能不全に陥いり、臨時に作った組織も上手くいかず、福島第一原発事故直後のような機能不全が政府内に起こり、2020年に他の先進国で見られたようなもっと大きな悲劇が日本に起こるかもしれない。
2020年に出来なかったことが今後出来るようになる見込みはまだない
国立健康危機管理研究機構を創設した理由として、治療薬とワクチンの開発の遅れが報道されている。しかし、以下の二つの問題により、創設してもそれが日本で上手くいくようになるとは限らない。

### 臨床研究のレベルの問題
日本において有効な治療薬とワクチンを開発するためには、多くの医療機関が参加する大規模な臨床研究が可能な環境が日本において整備される必要がある。現状ではこのような環境は明らかに整っていない。例えば、2010年頃にノバルティスのディオバンという循環器内科の薬について独立に5つの大規模臨床研究が行われたが、5つ全てが研究不正を犯したという現実が日本にはある（ディオバン事件）。これらの研究不正により1兆円規模の医療費不正支出が行われ、厚生労働省の検証委員会まで設置された。しかし、事件の本丸とも呼ばれた循環器内科医の小室一成が責任をとることはなく、1兆円規模の医療費不正支出については誰も1円も補償していない。2020年のパンデミックの際には、プラセボを設定することに医師会が前向きにならず、日本の臨床研究はアビガンやシクレソニドについてのコンパッショネートな観察研究ばかりになり、ランダム化比較試験（RCT）が遅れた。永井良三によると、第2次世界大戦の総括が日本で不十分であったことと、1960年代と1970年代の学生紛争で産学協同が否定されたことが臨床研究の明治時代的現状の原因である。

### 内閣府の予算配分の問題
2020年の日本の新型コロナワクチンの緊急開発において、最大の100億円近い公的資金が内閣府所管のAMEDから交付されたのは、感染症とは縁の少ない循環器内科医の森下竜一が主導するアンジェス社である。平均年齢54歳の従業員39人からなるアンジェス社に2020年に突如投入されたワクチン開発研究費の額は、国立感染症研究所と国立国際医療研究センターの研究費の総額をも上回っていた。アンジェス社はワクチン開発から事実上すぐに撤退しているが、交付金の返還は1円も行っていない。AMEDがこのような交付をした理由は全く明らかにされおらず、誰の責任も問われていない。須田桃子は、内閣府について「大型プロジェクトの運営主体として、かつ「科学技術の司令塔」として、本来あるべきチェック機能が十分に備わっているとは考えにくい」と主張している。

## BSL4施設の状況
村山庁舎は、理研筑波研究所と並びバイオセーフティーレベル4（BSL4、当時はP4施設と呼ばれていた）の実験施設として設計され、1981年に完成していたが、両施設とも近隣住民や武蔵村山市からの反対により、運用は当面の間BSL3までとされ、BSL4が要求される研究は行えなかった。
2014年の西アフリカエボラ出血熱流行に伴い、エボラ出血熱感染が疑われる患者の詳細な検査や治療薬の開発のため、2014年11月より厚生労働大臣が武蔵村山市長と協議を開始。翌2015年8月7日に村山庁舎が日本で初めてBSL4施設に指定された。
ただしこの際のBSL4施設稼働については、将来的な移転を市が条件としていたことと、村山庁舎の老朽化が指摘されていたことから、厚生労働省は2020年8月5日、武蔵村山市に対しBSL4施設の移転を検討開始することを伝えた。

## 不祥事
実験室内感染事故
2023年、前身の国立感染症研究所の戸山庁舎の実験室において、腸チフスの感染事故が発生した。感染は外部の医療機関で発覚した。原因は特定できなかった。
新薬スパイ事件
1983年、前身の国立予防衛生研究所において、新薬スパイ事件と抗生物質不正検定事件が発生。職員が逮捕され、所長と抗生物質部長が引責辞職した。
論文捏造
2006年、前身の国立感染症研究所において、エイズ研究センターの複数の論文に対する内部告発の存在が報道された。
2015年、前身の国立感染症研究所において、エイズ研究センターやウイルス第三部の複数の論文に不自然な改変や酷似画像があることが指摘された（匿名Aによる論文大量不正疑義事件）。
2020年、前身の国立感染症研究所において、元ウイルス第三部研究員の過去の論文に不正問題があることが週刊文春で報道された。
収賄
2010年、前身の国立感染症研究所において、総務部会計課係長が収賄を行った。

## 備考
陸軍軍医学校跡地でもある敷地内で1989年に発見され、敷地内の設備で保管されている人骨は、引き続き国の責任で管理される。